# Alcazaba (Berg)
Der Alcazaba ist mit 3371 msnm der fünfthöchste Berg der Iberischen Halbinsel und der dritthöchste und steilste der Sierra Nevada in Andalusien.
Er wird über eine leichte Route von Süden bestiegen. Ausgangspunkt ist hierbei das Bergdorf Capileira oder die ganzjährig bewartete Berghütte Poqueira im Südosten. Die Route von Norden ist aufgrund seiner Steilwand schwieriger. Ausgangspunkt ist hier Güéjar Sierra über das Tal des Río Genil.